# ᴶ
Cette page contient des caractères spéciaux ou non latins. S’ils s’affichent mal (▯, ?, etc.), consultez la page d’aide Unicode.
ᴶ, appelée j majuscule en exposant, j majuscule supérieur ou lettre modificative majuscule j, est un graphème utilisé dans l’écriture du chatino et un symbole phonétique. Il est formé de la lettre majuscule latine J ‹ J › mise en exposant.

## Utilisation
En chatino, le j majuscule en exposant est utilisé pour représenter un ton.

## Représentations informatiques
La lettre modificative majuscule j peut être représentée avec les caractères Unicode suivants (Extensions phonétiques) :
| formes       | représentations | chaînes de caractères | points de code | descriptions                    |
| ------------ | --------------- | --------------------- | -------------- | ------------------------------- |
| modificative | ᴶ               | ᴶ                     | U+1D36         | lettre modificative majuscule j |